# Greenwich Mean Time
| blå     | Vesteuropæisk tid (UTC+0) Vesteuropæisk sommertid (UTC+1)       |
| lyseblå | Vesteuropæisk tid (UTC+0)                                       |
| rød     | Centraleuropæisk tid (UTC+1) Centraleuropæisk sommertid (UTC+2) |
| kaki    | Østeuropæisk tid (UTC+2) Østeuropæisk sommertid (UTC+3)         |
| gul     | Østeuropæisk tid, Kaliningradtid, (UTC+2)                       |
| grøn    | Moskva-tid (UTC+3)                                              |

Greenwich Mean Time (GMT) er en international tidsstandard, også kaldet universaltiden, til brug for regulering af ure og klokkeslæt. Tidszonerne i GMT er baseret på soltiden i Greenwich i London. GMT bruges ofte som synonym for UTC, når man hentyder til zonetiden i tidsstandarden. Dette er til trods for, at UTC og GMT kan afvige få tiendedele af et sekund fra hinanden på grund af Jordens uregelmæssige rotationshastighed. Tidszonen hvor Greenwich er lokaliseret kaldes for GMT+0.
Danmark tilsluttede sig universaltiden med virkning fra 1. januar 1894. Normaltiden i Danmark tager derfor udgangspunkt i Greenwich, som ændrer sig med en time for hver 15. længdegrad. Sommetider kaldes den danske normaltid derfor Gudhjemtid, idet meridianen 15° øst går omkring 2 km øst for Gudhjem. Som følge af, at den er del af det internationale zonetidssystem, anvendes betegnelsen centraleuropæisk tid (CET) i international sammenhæng.